# Bioluminiscence

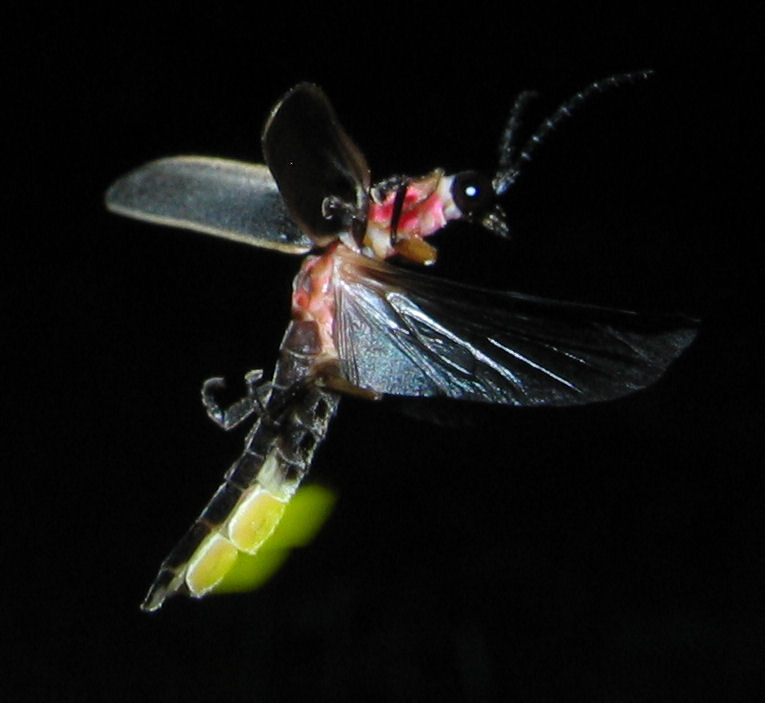
Příklad bioluminiscence (světluška)

Bioluminiscence je chemiluminiscence, kterou emitují živé organismy. Jedná se o vyzařování světla některými skupinami organismů. Celý proces je výsledkem oxidace luciferinu za přítomnosti enzymu luciferázy. Při této reakci se vyzařuje až 96 % energie ve formě světla a 4 % ve formě tepla. Přeměna energie je tedy velmi efektivní. (pro porovnání, u výbojek činí efektivita jen 10 %).
Rovnice reakce se dá zapsat takto:
luciferin + kyslík → oxyluciferin + světlo 

## Bioluminiscenční organismy
V evoluci vznikla tato schopnost mnohokrát nezávisle na sobě a u konkrétních skupin organismů (např. bakterie, žahavci, obrněnky, světlušky) za ní stojí různé skupiny genů. Mezi tyto organismy patří například:
- někteří brouci z nadčeledi Elateroidea: světlušky (Lampyridae), čeledi Phengodidae a Rhagophthalmidae a někteří kovaříkovití (Elateridae). Bioluminiscence se přitom vyvinula u jednotlivých čeledí nezávisle.[2]
- někteří dvoukřídlí: mouchy čeledi bedlobytkovité (Keroplatidae a Mycetophilidae)[2]
- medúza rodu Aequorea
- houby – hlívy např. z rodů Panus a Omphalotus, vyvolává svícení dřeva napadeného těmito houbami, někteří zástupci rodu Mycena (helmovka), např. Mycena chlorophos
- obrněnky – řasa rodu svítilka (Noctiluca), vyvolává modré světélkování moří
- bakterie rodu Photobacterium
- některé ryby – šírotlamka pelikánovitá (Eurypharynx pelicanoides), lampovník (Myctophum), tykadlovka Holboellova (Ceratias holboelli), někteří zástupci čeledí Stomiidae a Sternoptychidae
- mech dřípovičník zpeřený zeleně světélkující

U hlubinných ryb (řád ďasi) a jiných hlubinných organismů (např. hlavonožci) je světélkování běžné a nutné pro komunikaci. U mnoha ryb je bioluminiscence umožněna mutualistickými bakteriemi, které přebývají v živých tkáních. Většina makroskopických mořských organismů vytváří bioluminescenci.

### Bioluminiscence hub
Bylo objeveno více než 100 druhů bioluminiscenčních hub, přičemž většina z nich patří do oddělení stopkovýtrusných (Basidiomycota), vyskytuje se v tropických či substropických ekosystémech a vyživuje se saprotrofním způsobem. Svítit může plodnice, mycelium nebo obojí, a v řadě případů je intenzita záření dostatečná k pozorování pouhým okem. Na území České republiky se vzácně vyskytuje jediná houba schopná viditelné luminiscence, a to hlívovník olivový (Omphalotus olearius).
Fenomén bioluminiscence hub může být náročné studovat, neboť k ní v mnoha případech dochází pouze v určité lokalitě a jen po krátkou dobu během životního cyklu houby. Proto byla bioluminiscence u řady z nich studována zejména v laboratorních podmínkách při pěstování na umělých půdách. Molekulární podstata jevu bioluminiscence hub ani po desítkách let studia nebyla zcela objasněna, nicméně všechny modely předpokládají stejně jako u jiných skupin svítících organismů existenci luciferinu (který však může mít odlišnou chemickou strukturu než luciferiny jiných skupin) a jeho chemickou přeměnu (oxidaci) za současné emise světla. Může a nemusí se tak dít prostřednictvím specializovaných luciferáz.
Bioluminiscence je proces, který v organismu vyžaduje dodání energie, a je tudíž na místě klást otázku, jaké slouží funkci. Nejběžnější obecně přijímanou hypotézou je, že v případě hub má emitované světlo lákat hmyz, který poté pomáhá houbě šířit její spory do okolí. Další možná teorie říká, že světélkování odpuzuje fungivory, tedy organismy živící se houbami. Dle některých názorů bioluminiscence žádný ekologický význam nemá a jedná se pouze o vedlejší produkt metabolismu houby, příp. o evoluční pozůstatek.